# Jama Pekel
Jama Pekel ist eine historische Tropfsteinhöhle im Gemeindegebiet von Žalec in der Region Savinjska in Slowenien. Es ist die einzige Höhle in Slowenien, in der bisher Artefakte der prähistorischen Menschen aus der Zeit der Neandertaler gefunden wurden.

## Beschreibung
Die Karsthöhle in der historischen Region Untersteiermark, die rund 4 km nördlich von Šempeter v Savinjski dolini im Savinja-Tal liegt, ist mehr als 3 Millionen Jahre alt. Funde von Knochenfragmenten der Neandertaler und Werkzeuge in der Höhle belegen, dass die Höhle als Unterschlupf von frühen Bewohnern Europas genutzt wurde. Die Höhle wurde zwischen 1860 und 1870 vom Speläologen Anton Franz Reibenschuh, einem Professor aus Graz erforscht und dadurch bekannt. In dieser Zeit wurden auch die ersten Holzstege gebaut.
Die Höhle ist heute mit 1159 Meter gespurten Wegen versehen, die sich auf zwei Etagen verteilen. Die Treppe hinauf in die oberste Etage ist der trockenste Teil der Höhle. In der Höhle herrscht eine konstante Temperatur von 10 °C. Durch Ausfällen von Kalk entstand im Laufe der Zeit ein vielfältiger Höhlenschmuck bestehend aus Tropfsteinen wie Stalaktiten, Stalagmiten, Stalagnaten und Sinterbecken. Von der oberen Etage aus hat man einen Einblick auf den natürlichen Tropfsteinwasserfall mit einer Fallhöhe von vier Metern. In der Höhle gibt es auch viele Pflanzenarten, wie Moose, Algen, Flechten und Tierarten, wie Krabben, Käfer, Schnecken und Spinnen. Der Wasserfall des Flusses Peklenščica ist auch der höchste unterirdische Wasserfall in Slowenien.

## Besucherinformation
Seit 1972 ist die Höhle für den Tourismus geöffnet und wird vom lokalen Fremdenverkehrsverband geführt. Die Höhle wird durch den Haupteingang vom Besucherparkplatz aus betreten. Die Besucher verlassen danach durch einen künstlich angelegten Seitenausgang die Höhle wieder. Ein Waldweg führt seitlich zurück zum Ausgangspunkt.

## Namensherkunft
Der Eingang der Höhle, wo sich ein riesiges in den Felsen gehauenes Bildnis des Teufels befindet, weist auf die historische Sage hin, dass die Menschen früher Angst vor dieser Höhle hatten. Besonders im Winter tritt sehr oft durch den Temperaturunterschied  Wasserdampf in Form von dichten Nebelschwaden aus der Höhle aus. Es war der Grund, dass die Menschen früher annahmen, der Teufel würde diese Höhle bewachen. Daher stammt auch der Namen Jama Pekel („Höhle der Hölle“).